# 公共行政碩士
，是一种应用性而非实用性的硕士学位，主要培养从事公共事務，公共管理和政策研究等方面的高级人才，为公共部门，特别是政府机关和非盈利机构培养具有现代公共政策、公共事物理论素养，掌握先进分析方法及技术，精通某一具体政策领域的领导者、管理者和行政分析者。

## 概览
公共行政碩士（MPA）是一項研究生專業學位，旨在培養個人在政府及非營利部門擔任管理、行政及政策分析職務的能力。該課程強調公共行政實務、公共政策管理及執行。隨著時間推移，MPA課程變得跨學科，融合經濟學、社會學、法律、人類學、政治學及區域規劃等領域，以裝備畢業生具備廣泛且與公共部門相關的技能。
典型的MPA課程包括微觀經濟學、公共財政、研究方法、統計學、政策分析、管理會計、倫理學、公共管理、地理資訊系統（GIS）及計畫評估。學生通常專攻城市規劃、緊急管理、交通運輸、公共衛生、經濟與社區發展、非營利管理、環境與文化政策、國際事務或刑事司法等領域。
知名MPA校友曾擔任全球多項重要職位，包括新加坡前總理李顯龍和現任總理黃循財、諾貝爾和平獎得主及哥倫比亞前總統胡安·曼努埃爾·桑托斯、前聯合國秘書長潘基文等。其他傑出校友涵蓋各領域的政治領袖、政府官員及公眾人物。

### 引用
1. ↑  远洋. . IT之家. 北京.   [2019-08-16]. （原始内容存档于2020-08-20） （中文（中国大陆））.
2. ↑  farez_juraimi. . Prime Minister's Office Singapore. 2025-05-23  [2025-06-19]. （原始内容存档于2025-05-05） （英语）.
3. ↑  .   [2018-02-17]. （原始内容存档于2018-02-18） （英语）.